# دينيس ماكي
دينيس ماكي (بالإنجليزية: Denis Mackey)‏ هو طبيب أسترالي، ولد في 8 مايو 1934، وتوفي في 8 يناير 1990.